# Nicolas Trigault
Nicolas Trigault (Douai 1577 - Hangzhou 1628) fou un jesuïta flamenc, missioner a la Xina durant els darrers de la Dinastia Ming.

## Biografia
Nicolas Trigault va néixer a Douai a Flandes, (actualment un municipi francès) el 3 de març de 1577.
El 5 de febrer de 1607 va sortir cap a Goa i va arribar a Macau el 1610. Posteriorment va passar per Nanjing (1611) i per Pequín (1613).
Nicolò Longobardo per a potenciar les activitats de la missió, el 1613 va enviar a Roma a Trigault, que durant dos anys va viatjar per Europa per aconseguir finançament, llibres, material científic i astronòmic. Trigault va tornar a la Xina el 1618 acompanyat per un grup de 22 jesuïtes dels que només vuit van arribar amb vida, entre ells Giacomo Rho, Johann Adam Schall von Bell, i Johann Schreck, i amb cinc vaixells amb material i documents dels darrers avenços científics occidentals.
Durant el seu viatge a Europa va obtenir del Papa Pau V, l'autorització de celebrar la missa en xinès, però el permís no va ser utilitzat mai i en la seva estada a els Països Baixos, el pintor Peter Paul Rubens li va fer un retrat que l'any 1999 va ser adquirit pel Metropolitan Museum of Art.
Es va suïcidar el 14 de novembre de 1628 a Hangzhou (Xina).

### Activitat científica
Com ja havia fet Matteo Ricci, Trigault va tenir molt interès en analitzar tots els problemes relacionats amb la romanització del xinès. Va traduir al xinès les Faules d'Esop i va ser l'autor de l'obra que inicià l'estudi occidental de la llengua xinesa: “Xiru ermu zi” -“ajuda visual i auditiva per l'ús dels acadèmics occidentals” publicada el 1626 i escrita amb l'ajut de dos lletrats xinesos, Han Yun i Wang Zheng.
Va traduir de l'italià al llatí, el relat de Ricci “De Christiana Expeditione apud Sinas” publicada el 1615. Cal destacar que Trigault va introduir canvis importants en la traducció, reduint al mínim els comentaris de Ricci sobre la prostitució la poligàmia i l'homosexualitat presents en la societat xinesa i també les referències al possible caràcter de sacrificis animals en les cerimònies religioses relacionades amb Confuci.